# Green (film 2011)
Green – amerykański film z 2011 w reżyserii Sophi Takal.

## Fabuła
Para nowojorczyków, Genevieve i Sebastian, przeprowadza się na wieś, gdzie nawiązuje znajomość z miejscową dziewczyną Robin. W sielankowym, wiejskim klimacie, pojawia się poczucie nieuchronności i niepewności, gdy zaczyna rodzić się zazdrość.  

## Nagrody i wyróżnienia

### Nagrody
- Denver International Film Festival 2011, Emerging Filmmaker Award
- Philadelphia Film Festival 2011, Audience Award - Honorable Mention
- SXSW Film Festival 2011, Emerging Woman Award

### Nominacje
- Gotham Awards 2011, Gotham Independent Film Award
- IndieWire Critics Poll 2011, ICP Award
- SXSW Film Festival 2011, Audience Award

## Obsada
- Kate Lyn Sheil jako Genevieve
- Sophia Takal jako Robin
- Lawrence Michael Levine jako Sebastian
- Louis Cancelmi jako Dustin
- Alex Ross Perry jako ekspert Phillip Roth
- Anna Ladner jako Halle
- Robert Malone jako Bill